# Stjórnin
Stjórnin er et islandsk pop band. De repræsenterede Island i 1990 ved Eurovision Song Contest med sangen "Eitt Lag Enn".
| Musikgruppe | Spire Denne artikel om en musikgruppe er en spire som bør udbygges. Du er velkommen til at hjælpe Wikipedia ved at udvide den. |